# هانس-یوآخیم بائرمایستر
هانس-یوآخیم بائرمایستر (به آلمانی: Hans-Joachim Baurmeister) (۲۸ اکتبر ۱۸۹۸ – ۲۲ فوریه ۱۹۵۰) یک نظامی آلمانی در دوره امپراتوری آلمان، جمهوری وایمار و رایش سوم بود که فرماندهی واحدهای مختلفی را در جنگ جهانی دوم بر عهده داشت.